# Mogibacterium vescum
Mogibacterium vescum è una specie di batterio appartenente alla famiglia delle Eubacteriaceae.